# Guinn Williams
Guinn « Big Boy » Williams, de son vrai nom Guinn Terrell Williams Jr., est un acteur américain né à Decatur (Texas) le 26 avril 1899 et mort à Hollywood (Californie) le 6 juin 1962.

## Biographie
Il apparaît au cinéma entre 1919 et 1961, surtout dans des westerns, aux côtés d'Errol Flynn ou de John Wayne notamment. Il joue également, pour la télévision, dans quelques séries de 1955 à 1960, dont un épisode de Rintintin en 1958.
Il est le plus souvent crédité avec son surnom de « Big Boy » (« Grand garçon ») qui lui a été donné en raison de sa carrure imposante (1,88 m).

## Filmographie partielle
- 1919 : Almost a Husband de Clarence G. Badger
- 1920 : La Galère infernale (Godless Men) de Reginald Barker
- 1922 : Un père (Remembrance) de Rupert Hughes
- 1923 : Uncensored Movies de Roy Clements
- 1926 : Tom, champion du stade (Brown of Harvard) de Jack Conway
- 1926 : The Desert's Toll de Clifford Smith
- 1927 : Slide, Kelly, Slide d'Edward Sedgwick
- 1928 : L'Arche de Noé (Noah's Ark) de Michael Curtiz
- 1928 : The Forward Pass d'Edward F. Cline
- 1928 : My Man d'Archie Mayo
- 1928 : Les Mendiants de la vie (Beggars of Life) de William A. Wellman
- 1928 : Vamping Venus d'Edward F. Cline
- 1929 : L'Isolé (Lucky Star) de Frank Borzage
- 1930 : The Bad Man de Clarence G. Badger
- 1930 : L'Intruse ou La Bru (City Girl) de Friedrich Wilhelm Murnau
- 1930 : Liliom de Frank Borzage
- 1931 : The Bachelor Father de Robert Z. Leonard
- 1931 : The Great Meadow de Charles Brabin
- 1931 : The Phantom de Alan James
- 1932 : Ladies of the Jury de Lowell Sherman
- 1932 : Polly of the Circus d'Alfred Santell
- 1932 : Drifting Souls de Louis King
- 1932 : 70,000 Witnesses de Ralph Murphy
- 1932 : Heritage of the Desert de Henry Hathaway
- 1932 : À tour de brasses (You Said a Mouthful) de Lloyd Bacon
- 1932 : The Devil Is Driving de Benjamin Stoloff
- 1933 : The Phantom Broadcast de Phil Rosen
- 1933 : Laughing at Life de Ford Beebe
- 1933 : Man of the Forest de Henry Hathaway
- 1933 : Rafter Romance de William A. Seiter
- 1933 : College Coach de William Wellman
- 1934 : Palooka de Benjamin Stoloff
- 1934 : Cheaters de Phil Rosen
- 1934 : Half a Sinner (en) de Kurt Neumann
- 1934 : Romance in the Rain de Stuart Walker
- 1934 : Thunder Over Texas de Edgar G. Ulmer
- 1934 : Mademoiselle Général (Flirtation Walk) de Frank Borzage
- 1934 : The Silver Streak de Thomas Atkins
- 1934 : Cowboy Holiday de Robert F. Hill
- 1935 : Mondes privés (Private Worlds) de Gregory La Cava
- 1935 : Village Tale de John Cromwell
- 1935 : Society Fever de Frank R. Strayer
- 1935 : La Clé de verre (The Glass Key) de Frank Tuttle
- 1935 : La Fille rebelle (The Littlest Rebel) de David Butler
- 1935 : Idylle sous les toits (Rafter Romance) de William A. Seiter
- 1936 : L'Homme nu (Love on a Bet) de Leigh Jason
- 1936 : Zorro l'indomptable (The Vigilantes Are Coming) de Ray Taylor et Mack V. Wright
- 1937 : J'ai le droit de vivre (You Only Live Once) de Fritz Lang
- 1937 : Une étoile est née (A Star Is Born) de William A. Wellman
- 1937 : La Grande Ville (The Big City) de Frank Borzage
- 1937 : The Bad Man of Brimstone de J. Walter Ruben
- 1937 : My Dear Miss Aldrich de George B. Seitz
- 1938 : Casier judiciaire (You and Me) de Fritz Lang
- 1939 : Chantage (Blackmail) de Henry C. Potter
- 1939 : Les Conquérants (Dodge City) de Michael Curtiz
- 1939 : 6,000 Enemies de George B. Seitz
- 1940 : La Piste de Santa Fe (Santa Fe Trail) de Michael Curtiz
- 1940 : Le Régiment des bagarreurs (The Fighting 69th) de William Keighley
- 1940 : Castle on the Hudson d'Anatole Litvak
- 1940 : La Caravane héroïque (Virginia City) de Michael Curtiz
- 1941 : Les Justiciers du désert (Riders of Death Valley) de Ford Beebe et Ray Taylor
- 1941 : L'amour vient en dansant (You'll never get rich) de Sidney Lanfield
- 1941 : L'Étang tragique (Swamp Water) de Jean Renoir
- 1942 : The Bugle Sounds de S. Sylvan Simon
- 1942 : Far West (American Empire) de William C. McGann
- 1942 : Le Fruit vert (Between Us Girls) de Henry Koster
- 1942 : La Reine de l'argent (Silver Queen) de Lloyd Bacon
- 1944 : Nevada d'Edward Killy
- 1944 : La Belle de l'Alaska (Belle of the Yukon) de William A. Seiter
- 1945 : The Man Who Walked Alone de Christy Cabanne
- 1948 : La Cité de la peur (Station West) de Sidney Lanfield
- 1949 : J'ai épousé un hors-la-loi (Bad Men of Tombstone)
- 1952 : Le Relais de l'or maudit (Hangman's Knot) de Roy Huggins
- 1957 : La Veuve et le Tueur (The Hired Gun) de Ray Nazarro
- 1960 : Celui par qui le scandale arrive (Home from the Hill) de Vincente Minnelli
- 1960 : Alamo (The Alamo) de John Wayne
- 1961 : Les Comancheros (The Comancheros) de Michael Curtiz